# 22-20s
22-20s é uma banda inglesa de rock formada de Sleaford, Lincolnshire. Sua música tem a influência do blues rock, do skiffle e do folk rock.

## Histórico
Formada por Martin Trimble (vocal e guitarra), Glen Bartup (baixo), Charlie Coombes (teclado) e James Irving (bateria), em meados de 2002. Seu álbum de estreia, 05/03, aparece na 38ª posição na lista dos melhore álbuns do ano da NME.
Embora a primeira formação da banda tenha se separado em janeiro de 2006, sua canção "Devil in Me" é regularmente ouvida no Reino Unido como música tema de um comercial do carro Vauxhall Astra,  e "Such a Fool" é destaque no filme RocknRolla (2008) do diretor Guy Ritchie.
O 22-20s voltou a se reencontrar em 2008 para participar dos festivais Forever Heavenly e Royal Festival Hall de Londres. A banda anunciou o lançamento de um novo álbum em 2010.

## Discografia

### Álbuns
| Ano  | Informações                                                                                       | UK Albums Chart |
| ---- | ------------------------------------------------------------------------------------------------- | --------------- |
| 2003 | 05/03 - EP ao vivo - Lançado em: 30 de Setembro de 2003. - Formato: CD                            | #108            |
| 2004 | 22-20s - Primeiro álbum de estúdio - Lançado em: 30 de Setembro de 2004. - Formato: CD            | #40             |
| 2005 | Live in Japan - Álbum ao vivo - Lançado em: 28 de Março de 2005. - Formato: CD                    | —               |
| 2010 | Shake/Shiver/Moan - Segundo álbum de estúdio. - Lançado em: 2010. - Formato: CD                   | —               |
| 2012 | Got It If You Want It - Terceiro álbum de estúdio - Lançado em: 7 de Março de 2012. - Formato: CD | —               |

### Singles
| Ano  | Single                                     | UK Singles Chart | Álbum  |
| ---- | ------------------------------------------ | ---------------- | ------ |
| 2003 | "Such a Fool" / "Baby, You're Not In Love" | —                | 22-20s |
| 2004 | "Why Don't You Do It For Me?"              | #41              | 22-20s |
| 2004 | "Shoot Your Gun"                           | #30              | 22-20s |
| 2004 | "22 Days"                                  | #34              | 22-20s |
| 2005 | "Such a Fool" (re-issue)                   | #29              | 22-20s |
| 2009 | "Latest Heartbreak"                        | —                | TBC    |